# Estádio do Dragão
Het Estádio do Dragão (Drakenstadion) is een stadion in Porto, dat fungeert als thuishaven voor FC Porto. Het stadion heeft een capaciteit van 50.948 zitplaatsen en werd ontworpen door Manuel Salgado.
De naam verwijst naar de draak in het wapen van FC Porto. De officiële opening vond plaats op 16 november 2003. Het voetbalelftal van Porto versloeg toen FC Barcelona met 2-0.

## Ontwerp en bouw
Het stadion is onderdeel van een groter sportcomplex dat 3000 vierkante meters beslaat. Het stadion zelf omvat onder meer een conferentieruimte, winkels, restaurants, een parkeerplaats en zwembaden.
Op halve hoogte, ter hoogte van de bovenzijde van de eerste ring, bevindt zich een volledige, ruime omloop voor voetgangers. Alle ingangen bevinden zich aan deze omloop.
Het stadion kent twee grote videoschermen, die buiten na de wedstrijd een halve slag gedraaid worden en daarna zichtbaar zijn vanaf de omgeving, meestal als reclameborden. Het doorzichtige dak is gebouwd uit 280 ton staal.

## Voorgeschiedenis
FC Porto speelde tot 1952 in het stadion Campo da Constituição', en daarna, tot 2003, in het beroemd geworden Estádio das Antas (officieel "Estádio do Futebol Clube do Porto").

## Internationaal toernooi
In juni 2019 werden er wedstrijden gespeeld voor het finaletoernooi van de UEFA Nations League 2018/19. De halve finale tussen Portugal en Zwitserland (3-1̠) en de finale tussen Portugal en Nederland (1-0). In mei 2021 vond de finale van de UEFA Champions League 2020/21 tussen Chelsea FC en Manchester City FC (1-0) er plaats.

## Trivia
Lionel Messi maakte in de openingswedstrijd van dit stadion zijn debuut in het eerste elftal van FC Barcelona.
Estádio Cidade de Coimbra (Académica Coimbra) ·
Estádio Municipal de Arouca (FC Arouca) ·
Estádio do Restelo (CF Os Belenenses) ·
Estádio da Luz (SL Benfica) ·
Estádio Municipal de Braga (SC Braga) ·
Estádio António Coimbra da Mota (GD Estoril-Praia) ·
Estádio Cidade de Barcelos (Gil Vicente FC) ·
Estádio dos Barreiros (CS Marítimo) ·
Estádio da Madeira (CD Nacional) ·
Estádio José Arcanjo (SC Olhanense) ·
Estádio da Mata Real (FC Paços de Ferreira) ·
Estádio do Dragão (FC Porto) ·
Estádio do Rio Ave FC (Rio Ave FC) ·
Estádio José Alvalade (Sporting Lissabon) ·
Estádio D. Afonso Henriques (Vitória SC) ·
Estádio do Bonfim (Vitória FC)
Estádio do Fontelo (Académico de Viseu FC) ·
Estádio da Tapadinha (Atlético Clube de Portugal) ·
Estádio Municipal de Aveiro (SC Beira-Mar) ·
Estádio da Tapadinha (SL Benfica B) ·
Estádio 1º de Maio (SC Braga B) ·
Estádio Municipal de Chaves (Grupo Desportivo de Chaves) ·
Estádio do CD das Aves (CD Aves) ·
Estádio de São Luís (SC Farense) ·
Estádio Marcolino de Castro (CD Feirense) ·
Estádio do Mar (Leixões SC) ·
Campo da Imaculada Conceição (CS Marítimo B) ·
Parque Joaquim de Almeida Freitas (Moreirense FC) ·
Estádio Carlos Osório (União Oliveirense) ·
Estádio Municipal 25 de Abril (FC Penafiel) ·
Estádio Municipal de Portimão (Portimonense SC) ·
Estádio Dr. Jorge Sampaio (FC Porto B) ·
Estádio de São Miguel (CD Santa Clara) ·
Estádio José Alvalade (Sporting Lissabon B) ·
Complexo Desportivo da Covilhã (Sporting Covilhã) ·
Estádio João Cardoso (CD Tondela) ·
Estádio do Clube Desportivo Trofense (CD Trofense) ·
Estádio da Madeira (CF União)